# Grand Prix Evropy 2012
Grand Prix Evropy 2012 (oficiálně 2012 Formula 1 Grand Prix of Europe) se jela na okruhu Valencia ve Valencii ve Španělsku dne 24. června 2012. Závod byl osmým v pořadí v sezóně 2012 šampionátu Formule 1.

## Kvalifikace
| Poř.                       | No. | Jezdec             | Konstruktér          | Časy v kvalifikaci | Časy v kvalifikaci | Časy v kvalifikaci | Pořadí na startu |
| Poř.                       | No. | Jezdec             | Konstruktér          | Q1                 | Q2                 | Q3                 | Pořadí na startu |
| -------------------------- | --- | ------------------ | -------------------- | ------------------ | ------------------ | ------------------ | ---------------- |
| 1                          | 1   | Sebastian Vettel   | Red Bull-Renault     | 1:39.626           | 1:38.530           | 1:38.086           | 1                |
| 2                          | 4   | Lewis Hamilton     | McLaren-Mercedes     | 1:39.169           | 1:38.616           | 1:38.410           | 2                |
| 3                          | 18  | Pastor Maldonado   | Williams-Renault     | 1:38.825           | 1:38.570           | 1:38.475           | 3                |
| 4                          | 10  | Romain Grosjean    | Lotus-Renault        | 1:39.530           | 1:38.489           | 1:38.505           | 4                |
| 5                          | 9   | Kimi Räikkönen     | Lotus-Renault        | 1:39.464           | 1:38.531           | 1:38.513           | 5                |
| 6                          | 8   | Nico Rosberg       | Mercedes             | 1:39.061           | 1:38.504           | 1:38.623           | 6                |
| 7                          | 14  | Kamui Kobajaši     | Sauber-Ferrari       | 1:39.651           | 1:38.703           | 1:38.741           | 7                |
| 8                          | 12  | Nico Hülkenberg    | Force India-Mercedes | 1:39.009           | 1:38.689           | 1:38.752           | 8                |
| 9                          | 3   | Jenson Button      | McLaren-Mercedes     | 1:39.622           | 1:38.563           | 1:38.801           | 9                |
| 10                         | 11  | Paul di Resta      | Force India-Mercedes | 1:38.858           | 1:38.519           | 1:38.992           | 10               |
| 11                         | 5   | Fernando Alonso    | Ferrari              | 1:39.409           | 1:38.707           |                    | 11               |
| 12                         | 7   | Michael Schumacher | Mercedes             | 1:39.447           | 1:38.770           |                    | 12               |
| 13                         | 6   | Felipe Massa       | Ferrari              | 1:39.388           | 1:38.780           |                    | 13               |
| 14                         | 19  | Bruno Senna        | Williams-Renault     | 1:39.449           | 1:39.207           |                    | 14               |
| 15                         | 15  | Sergio Pérez       | Sauber-Ferrari       | 1:39.353           | 1:39.358           |                    | 15               |
| 16                         | 20  | Heikki Kovalainen  | Caterham-Renault     | 1:40.087           | 1:40.295           |                    | 16               |
| 17                         | 16  | Daniel Ricciardo   | Toro Rosso-Ferrari   | 1:39.924           | 1:40.358           |                    | 17               |
| 18                         | 17  | Jean-Éric Vergne   | Toro Rosso-Ferrari   | 1:40.203           |                    |                    | 18               |
| 19                         | 2   | Mark Webber        | Red Bull-Renault     | 1:40.395           |                    |                    | 19               |
| 20                         | 21  | Vitalij Petrov     | Caterham-Renault     | 1:40.457           |                    |                    | 20               |
| 21                         | 22  | Pedro de la Rosa   | HRT-Cosworth         | 1:42.171           |                    |                    | 21               |
| 22                         | 23  | Narain Karthikeyan | HRT-Cosworth         | 1:42.527           |                    |                    | 22               |
| 23                         | 25  | Charles Pic        | Marussia-Cosworth    | 1:42.675           |                    |                    | 23               |
| 107% času vítěze: 1:45.742 |     |                    |                      |                    |                    |                    |                  |
| DNS                        | 24  | Timo Glock         | Marussia-Cosworth    | Bez času           |                    |                    | —                |
| Zdroj:                     |     |                    |                      |                    |                    |                    |                  |

Poznámky
1. ↑  Timo Glock nenastoupil do kvalifikace ani do závodu kvůli nemoci.

## Závod
| Poř.   | No. | Jezdec             | Konstruktér          | Počet kol | Čas/Odstoupení      | Pořadí na startu | Body |
| ------ | --- | ------------------ | -------------------- | --------- | ------------------- | ---------------- | ---- |
| 1      | 5   | Fernando Alonso    | Ferrari              | 57        | 1:44:16.649         | 11               | 25   |
| 2      | 9   | Kimi Räikkönen     | Lotus-Renault        | 57        | +6.421              | 5                | 18   |
| 3      | 7   | Michael Schumacher | Mercedes             | 57        | +12.639             | 12               | 15   |
| 4      | 2   | Mark Webber        | Red Bull-Renault     | 57        | +13.628             | 19               | 12   |
| 5      | 12  | Nico Hülkenberg    | Force India-Mercedes | 57        | +19.993             | 8                | 10   |
| 6      | 8   | Nico Rosberg       | Mercedes             | 57        | +21.176             | 6                | 8    |
| 7      | 11  | Paul di Resta      | Force India-Mercedes | 57        | +22.866             | 10               | 6    |
| 8      | 3   | Jenson Button      | McLaren-Mercedes     | 57        | +24.653             | 9                | 4    |
| 9      | 15  | Sergio Pérez       | Sauber-Ferrari       | 57        | +27.777             | 15               | 2    |
| 10     | 19  | Bruno Senna        | Williams-Renault     | 57        | +35.961             | 14               | 1    |
| 11     | 16  | Daniel Ricciardo   | Toro Rosso-Ferrari   | 57        | +37.041             | 17               |      |
| 12     | 18  | Pastor Maldonado   | Williams-Renault     | 57        | +54.630             | 3                |      |
| 13     | 21  | Vitalij Petrov     | Caterham-Renault     | 57        | +1:15.871           | 20               |      |
| 14     | 20  | Heikki Kovalainen  | Caterham-Renault     | 57        | +1:34.654           | 16               |      |
| 15     | 25  | Charles Pic        | Marussia-Cosworth    | 57        | +1:36.551           | 23               |      |
| 16     | 6   | Felipe Massa       | Ferrari              | 56        | +1 kolo             | 13               |      |
| 17     | 22  | Pedro de la Rosa   | HRT-Cosworth         | 56        | +1 kolo             | 21               |      |
| 18     | 23  | Narain Karthikeyan | HRT-Cosworth         | 56        | +1 kolo             | 22               |      |
| 19     | 4   | Lewis Hamilton     | McLaren-Mercedes     | 55        | Kolize              | 2                |      |
| Ret    | 10  | Romain Grosjean    | Lotus-Renault        | 40        | Alternátor          | 4                |      |
| Ret    | 1   | Sebastian Vettel   | Red Bull-Renault     | 33        | Alternátor          | 1                |      |
| Ret    | 14  | Kamui Kobajaši     | Sauber-Ferrari       | 33        | Poškození po kolizi | 7                |      |
| Ret    | 17  | Jean-Éric Vergne   | Toro Rosso-Ferrari   | 26        | Poškození po kolizi | 18               |      |
| DNS    | 24  | Timo Glock         | Marussia-Cosworth    | 0         | Nemoc               |                  | -    |
| Zdroj: |     |                    |                      |           |                     |                  |      |

Poznámky
1. ↑  Pastor Maldonado obdržel trest přičtení 20 sekund k času v cíli za nebezpečné vypuštění z boxů.
2. ↑  Lewis Hamilton odstoupil ze závodu, ale byl klasifikován, protože odjel více než 90 % délky závodu.

## Průběžné pořadí po závodě
Pohár jezdců
|   | Pořadí | Jezdec           | Body |
| - | ------ | ---------------- | ---- |
| 1 | 1      | Fernando Alonso  | 111  |
| 2 | 2      | Mark Webber      | 91   |
| 2 | 3      | Lewis Hamilton   | 88   |
| 1 | 4      | Sebastian Vettel | 85   |
|   | 5      | Nico Rosberg     | 75   |

Pohár konstruktérů
|  | Pořadí | Konstruktér      | Body |
|  | ------ | ---------------- | ---- |
|  | 1      | Red Bull-Renault | 176  |
|  | 2      | McLaren-Mercedes | 137  |
|  | 3      | Lotus-Renault    | 126  |
|  | 4      | Ferrari          | 122  |
|  | 5      | Mercedes         | 92   |